# Derk Roemers
Derk Roemers (ook wel Dirk genoemd; Haarlem, 6 februari 1915 – Laren, 5 februari 1983) was een Nederlands politicus, burgemeester en vakbondsbestuurder. Hij was lid van de Partij van de Arbeid. Hij had – zich zeer bewust van de ellende en armoede van de jaren dertig – een belangrijk aandeel in de opbouw van de naoorlogse verzorgingsstaat.

## Biografie
Hij werd geboren als zoon van Bronno Roemers, bankwerker/monteur, en Hendrica de Bruin. Na het behalen van het diploma hbs-a ging hij in 1934 in Amsterdam economie studeren aan de Gemeentelijke Universiteit. Hij slaagde voor het doctoraal examen in 1940 en nog in hetzelfde jaar huwde hij Everdina Wilhelmina van der Vliet; het echtpaar kreeg vier zoons en een dochter.
Hij was onder meer directeur van het Wetenschappelijk Bureau van het Nederlands Verbond van Vakverenigingen (1947-1952), lid van de gemeenteraad van Haarlemmermeer (1948-1952), lid van de Tweede Kamer der Staten-Generaal (1952-1967), voorzitter van het Nederlands Verbond van Vakverenigingen (1959-1965), burgemeester van Vlissingen (1967-1972). Hij leed aan de ziekte van Parkinson. In 1972 moest hij gedwongen door zijn ziekte het burgemeestersambt neerleggen. In 1983 overleed hij in verpleeghuis in Laren.
Roemers zag de verwevenheid van de partij (PvdA) en de vakbeweging (NVV) die hij belichaamde, als een voordeel en allerminst als een probleem. Hij sprak bij zijn afscheid als voorzitter van de NVV de woorden ”Ik heb geen twee meesters gediend” ter illustratie van die twee-eenheid van partij en vakbond. Als burgemeester van Vlissingen zette hij zich sterk in voor de Zeeuwse havenstad en ging daarbij zelfs geen confrontatie met zijn partijgenoot en collega-burgemeester Thomassen van Rotterdam uit de weg.

## Onderscheidingen
- Ridder in de Orde van de Nederlandse Leeuw (1963)
- Commandeur in de Orde van Oranje-Nassau (1965)

## Publicaties
In 1952 verscheen onder zijn leiding het Welvaartsplan van de NVV, opvolger van het Plan van de Arbeid uit 1935, en in 1957 Wenkend Perspectief. Studie over de inkomens- en vermogensverdeling. Hij schreef tevens talrijke artikelen in het periodiek van de NVV De Vakbeweging.